# Rollover

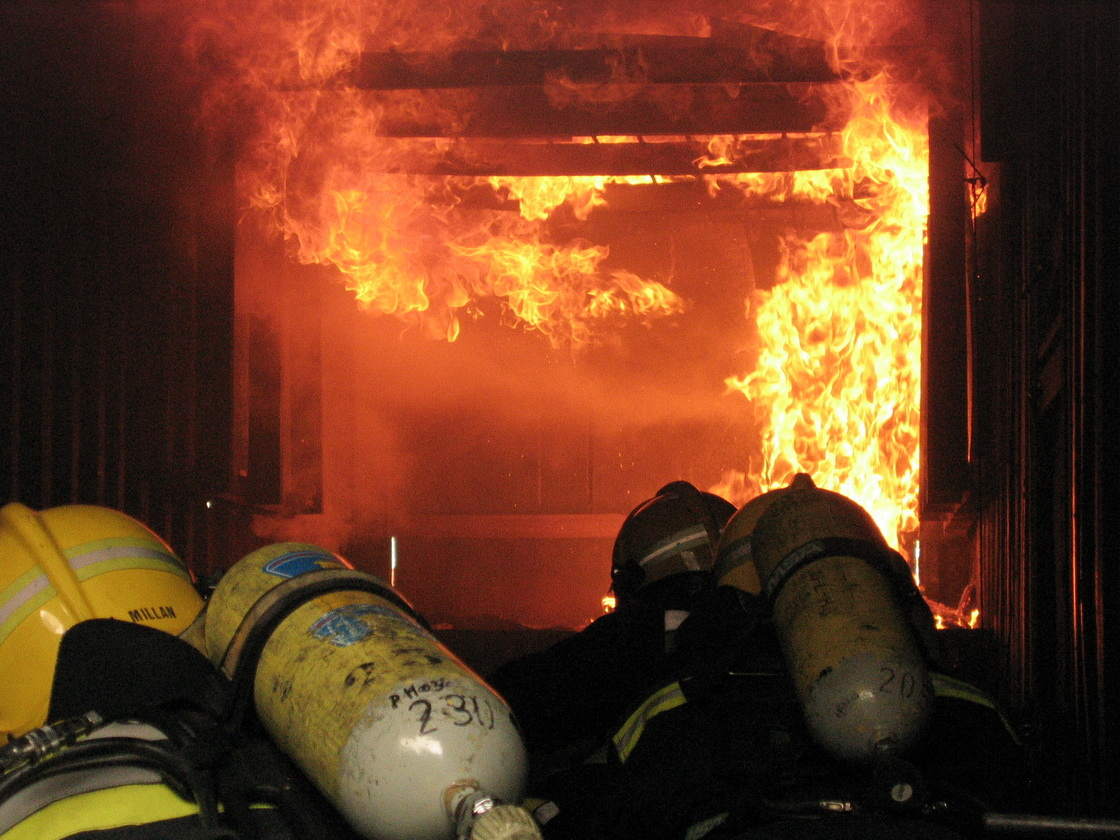
Rollover en contenedor de prácticas de combate de incendios

Rollover o Flameover es el término con el que se denomina un fenómeno que se observa en incendios en los que la capa de gases producto de la combustión acumulados bajo el techo se inflaman de forma que las llamas corren por el techo. Este fenómeno se considera el paso previo para alcanzar las condiciones necesarias para que se produzca un flashover o combustión súbita generalizada ya que supone un aumento significativo de la radiación.

## Condiciones necesarias
La ignición de los gases combustibles acumulados bajo el techo, es necesario que alcancen la temperatura de ignición espontánea, alrededor de los 605 °C para el CO, o bien al alcanzar las llamas la capa de gases sirviendo esta de fuente de ignición.
También es posible observar este fenómeno, aunque no está reflejada en las definiciones, cuando el techo está constituido por materiales combustibles ( como en casas de madera ), de forma que no es necesario que exista acumulación de gases ya que las llamas son producidas por el combustible sólido del techo.

## Discrepancias sobre el término
La NFPA  define rollover y flameover como el mismo fenómeno señalando que es “la condición donde el combustible sin combustionar ( pirolizado ) desde el origen del fuego se ha acumulado en la capa del techo en una concentración suficiente ( por ejemplo en el LII o por encima ) que se ignición y arden; puede ocurrir sin, o previamente a, la ignición de otros combustibles separados del origen”, traduciendo este término en su versión en español como llamas por el techo. 
La normativa ISO no recoge este término en su vocabulario de protección contra incendios.
Según la escuela sueca correspondería al flashover pobre ( lean flashover ), aunque es esta terminología está en desuso a favor de la estándar ISO.

En el ámbito de la actuaciones de los servicios de bomberos de habla inglesa, hace referencia a un tipo de accidente de vehículo en el cual este queda apoyado sobre un costado o sobre el techo, o "ruedas arriba".